# 瞬発式火縄銃

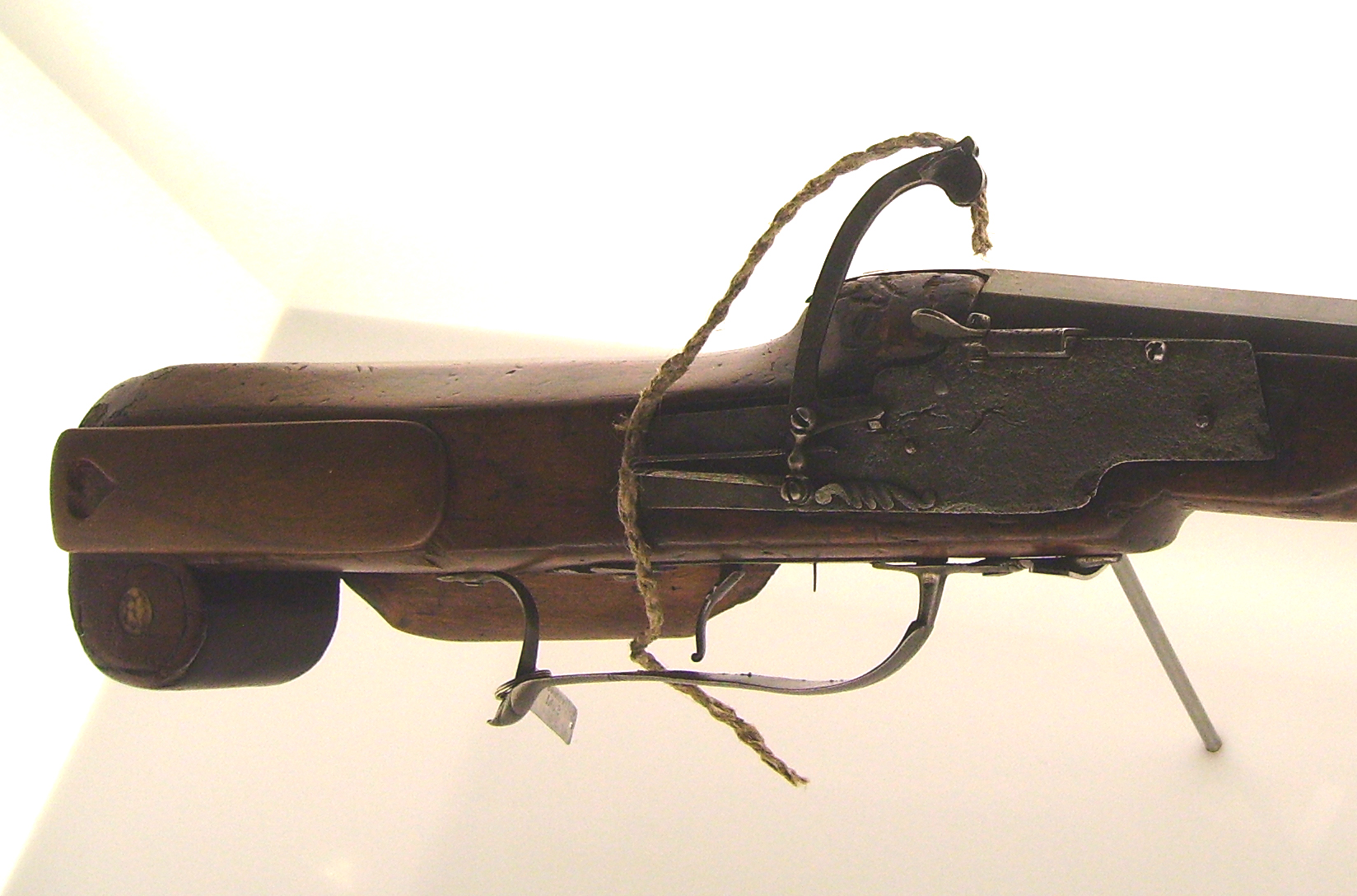
ヨーロッパの瞬発式火縄銃、点火装置

瞬発式火縄銃（しゅんぱつしきひなわじゅう）は、火縄銃の点火方式の一つで、日本の火縄銃はこれに分類される。

## 解説
引金を引くことによってロック機構が解除され、ばねの反発力で瞬時に火皿の火薬に火縄を叩きつけて撃発でき、現代の銃器のように引き金を引いたときと撃発時のタイムラグが少ないため狙撃に向いている。これに対し、ヨーロッパや西アジアのイスラム諸国、中国に多い方式は緩発式火縄銃と呼ばれる。これは逆にばねの力で火縄を装着した火挟みを常に上がった状態にもどす反発力がかかっており、引金を引くと引いた速度に連動してゆっくりと火挟みが火皿に降り、火縄の火が火皿の火薬に触れて撃発する。また、照準途中で引金の手を緩めると、常に上がるようにばね仕掛けになっているため火挟みが上に戻る。これは命中精度に劣るが、暴発の危険が少なく火縄を付けたまま持ち歩ける利点から、狩猟に向いている。またヨーロッパの銃兵隊は伝統的に隊列を組んだまま指揮官の命令で同じ方向に向けて一斉射撃して弾幕を張る戦法が一般的であったため、命中率やタイムラグは特に問題とはされなかった。
この瞬発式の火縄銃は16世紀に南欧で生み出されたものの、ばねによって火縄を火皿にたたきつける撃発機構は、すぐに火打石を火打ち金にたたきつけて火花を飛ばすフリントロック式銃を生み出し、ごく短い間しか使われなかった。しかし、この短い間にポルトガル人によって東南アジアに伝えられた欧州式の瞬発式火縄銃は現地で改良され、マラッカ式と呼ばれる様式の瞬発式火縄銃を生み出した。一説によると東南アジアの森林地帯では樹木が邪魔になって弾幕戦の効果が低く、狙撃に適した瞬発式が好まれ受容されたとも言われている。日本にはこの東南アジアのマラッカ式火縄銃が伝来し、日本人の古来の弓術の射撃戦方法論にも無理なく適合できるこの形式の銃が普及したと考えられている。一般に日本に火縄銃を伝えたのはポルトガル人とされており、欧州の銃がそのまま持ち込まれたと思われがちであるが、実はポルトガル本国から直接渡来した者は少ない。当時の日本で南蛮人と呼ばれたポルトガル人達の多くは、インドや東南アジアに確保した植民都市などに定着し、現地人と通婚して世代を重ねた者たちが大半を占めた。そのため彼らが日本に伝えた銃がマラッカ式であることは特に不思議ではない。また史学的な研究の進展によって、日本への鉄砲伝来は東南アジア交易に従事した倭寇勢力によって、短い間に西日本各地へ同時多発的に起こったとする説が有力視されてきている。
その後別ルートでヨーロッパ本国製のものも日本に伝来した可能性はある。しかし戦国時代の日本には、ヨーロッパのように密集隊形を組んだ射手が弾幕で敵を阻止する戦術思想がなかった。日本の合戦では戦闘時、上級武士の指揮下に少人数ずつの銃手（鉄砲足軽）が組織化されて、この戦闘単位ごとに勲功を競うといった運用形態をとっていたこともあり、個々の銃手の命中率が重要視されたのである。そのため、日本には命中率の低い緩発式火縄銃が定着する余地がなかったと考えられている。さらに平和な江戸期においては、武術として武士の教養と化した「砲術」と百姓の害獣駆除のため猟銃として量産された火縄銃は、より洗練された命中精度を優先した。
こうした日本の銃運用の事情により、ホイールロック式銃やフリントロック式銃も、瞬発式火縄銃と同系譜のばねによる撃発機構を持つものの、ばねの力が強すぎて撃発時の振動が大きくなるため銃身がぶれたり、火花が飛んでから火薬に点火するまでのタイムラグがあり、命中率が低くなるため、すでに戦国時代には技術そのものは輸入されたものの定着せず、それが火縄銃が幕末の動乱で一掃されるまで使われ続けた要因になったと考えられている。
現代のマズルローダー競技（前装銃競技）のマッチロック（火縄銃）種目では、欧米人の選手の多くが日本製の火縄銃を使用しており、これを使いこなした文化を誇る日本人選手もメダルを獲得しやすくなっている。